# Sensitive (曲)
「sensitive」（センシティブ）は、日本の歌手、2001年にリリースされたKOTOKOの楽曲。KOTOKOが作詞を担当し、高瀬一矢が作曲・編曲を担当している。

## 概要
- 2001年1月19日にSelenより発売されたアダルトゲーム『義妹 ～背徳の契り～』のオープニングテーマとして起用され、その後、OVA化『犠母妹』のエンディングテーマとしても使用された[1]。KOTOKOのゲームへのソロ楽曲提供は、「涙の誓い」以来3作目となる[注 1]。
- 前述のゲームのソフマップ購入特典『犠妹 ～背徳の契り～ VISUAL/SONG DISC』[2]、メッセサンオー購入特典『犠妹 ～背徳の契り～ VERSION UP DISC』[3]として初めてCD化され[注 2]、オリジナル版は2003年10月30日にリリースされたI've Girlsコンピレーション『OUT FLOW』に収録されて初めて市販CDとして発売された。2020年4月21日、ゲームソングコンプリート・ボックスセット『KOTOKO's GAME SONG COMPLETE BOX "The Bible"』に収録され、19年ぶりにKOTOKOのアルバムに初めて収録された。リミックス版はアルバム未収録となっている。
- 2001年8月1日発売のスペシャルディスク『GIBOMAI MINI FANDISC』では、島みやえい子（PEKO名義）、SHIHOが「sensitive 2001」というタイトルでカバーしている[4]。
- 2010年1月23日、武道館ライブ『"thank you" and "from now" KOTOKO LIVE IN BUDOKAN 2010 『Pleasure X Pleasure = Pleasure!!!』』で披露された。

## 収録作品一覧
| 曲名                       | 収録作品名                                  | 発売日         | 備考                       |
| -------------------------- | ------------------------------------------- | -------------- | -------------------------- |
| 「sensitive」              | 犠妹 ～背徳の契り～ VISUAL/SONG DISC        | 2001年1月19日  | インストゥルメンタルも収録 |
| 「sensitive」              | 犠妹 ～背徳の契り～ VERSION UP DISC         | 2001年1月19日  | インストゥルメンタルも収録 |
| 「sensitive」              | GIBOMAI MINI FANDISC                        | 2001年7月31日  |                            |
| 「sensitive」              | OUT FLOW                                    | 2003年10月30日 |                            |
| 「sensitive」              | KOTOKO's GAME SONG COMPLETE BOX "The Bible" | 2020年4月21日  |                            |
| 「sensitive 2001」         | GIBOMAI MINI FANDISC                        | 2001年1月19日  | インストゥルメンタルも収録 |
| 「sensitive 2001」         | I've MANIA Tracks Vol.I                     | 2007年12月12日 |                            |
| 「sensitive 2001」         | I've C-VOX 2000-2014                        | 2018年1月1日   |                            |
| 「sensitive 2001 -REMIX-」 | GIBOMAI MINI FANDISC                        | 2001年4月29日  | インストゥルメンタルも収録 |

## 収録ライブ映像
- 『"thank you" and "from now" KOTOKO LIVE IN BUDOKAN 2010 『Pleasure X Pleasure = Pleasure!!!』』
- 『KOTOKO LIVE TOUR 2018 "tears cyclone -廻-"』（8枚目のアルバム『tears cyclone -醒-』初回限定盤特典BD）

## カヴァー
- 2001年7月31日 - 島みやえい子（PEKO名義） - スペシャルディスク『GIBOMAI MINI FANDISC』に「sensitive 2001」として収録されている（このバージョンは	2007年12月29日発売の『I've MANIA Tracks Vol.I』にも収録されている）。
- 2001年7月31日 - SHIHO - スペシャルディスク『GIBOMAI MINI FANDISC』に「sensitive 2001 -REMIX-」として収録されている。
- 2022年12月17日 - 佐藤アスカ - アルバム『The FRONT LINE COVERs 2022』に「sensitive -Light snow mix-」として収録されている。